# Regno di Menabe
Il Regno di Menabe fu un regno del Madagascar occidentale, di etnia Sakalava, sorto nel XV secolo nella zona di Morondava. Il regno ebbe un periodo di rapida crescita a partire dal XVI secolo, grazie alle ricchezze derivanti dal commercio con gli Europei, soprattutto di schiavi. In una prima espansione raggiunse le sponde del fiume Tsiribihina a nord; successivamente, il re Andriamisara I (fine del XVI secolo) estese il proprio dominio verso est. Andriamisara collocò la capitale del regno a Bengy, sulle rive del fiume Sakalava, da cui avrebbe poi preso il nome l'etnia a cui appartenevano le popolazioni di Menabe.
Il figlio di Andriamisara, Andrianahifotsy, tentò una ambiziosa operazione di unificazione del Madagascar sotto il proprio potere, senza riuscire nell'impresa. Il regno iniziò anzi a perdere potere, e subì un'importante scissione con la nascita del Regno di Boina, fondato da un secondogenito di stirpe regale, Andriamandisoarivo (1685-1712), presso Mahajanga. Pur ridimensionato, il regno di Menabe rimase indipendente fino al 1834, anno in cui fu annesso al Regno del Madagascar del popolo Merina.
Ogni cinque anni, il popolo Sakalava ricorda i re di Menabe nella cerimonia della fitampoha.

## Nota terminologica
Diverse fonti indicano con l'espressione "Regno di Menabe" diverse fasi dello sviluppo del regno Sakalava di Morondava. L'Encyclopaedia Britannica, per esempio, identifica la nascita del regno di Menabe con l'avvento di Andriandahifotsy, nel XVII secolo; altre fonti considerano come primo re di Menabe Andriamisara I. Il nome "regno di Menabe" fu probabilmente usato esplicitamente solo a partire dalla scissione del Regno di Boina, durante il regno di Andramananety.

## Bandiera
La bandiera del Regno di Menabe (perlomeno a partire dal XIX secolo) era costituita suddivisa in tre bande verticali di uguale larghezza; le due laterali rosse, quella centrale bianca. Al centro della banda centrale era rappresentata la silhouette di uno zebù, di colore rosso.

## Re di Menabe
La seguente è una lista incompleta dei sovrani del regno di Menabe:
- ??? - ??? Andriamisara I
- ??? - ??? Andrianahifotsy
- 1685 ca. - 1710 ca.: Andriamanetriarivo (Trimanongarivo)
- ??? - ??? Andramananety
- 1774 ca. - 1794 ca.: Andrianamboatsimarofy
- ??? - ???: Ratrimolahi
- ??? - 1812: Andriantsoarivo (Miakala)
- 1812 - 1834: Ramitraho
- 1834: Rainasa